# Juilliard School

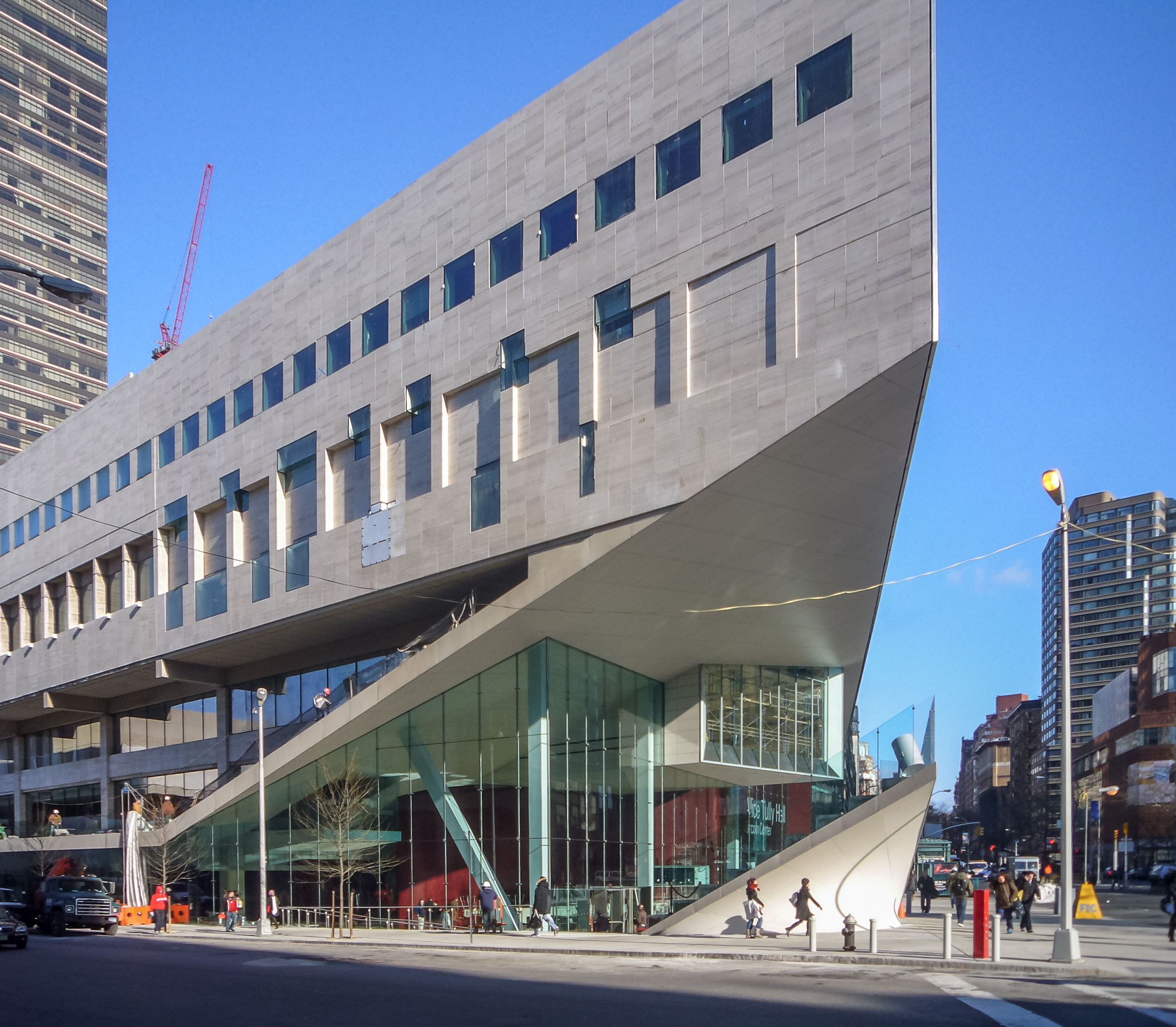
Gebäudeflügel „Alice Tully Hall“ der Juilliard School

Die Juilliard School ist ein Konservatorium und eine Schauspielschule (performing arts conservatory) in New York City, benannt nach dem US-amerikanischen Geschäftsmann Augustus D. Juilliard (1836–1919). Sie wird auch kurz „Juilliard“ genannt und ist berühmt für die aus dem Institut hervorgehenden herausragenden Musiker und darstellenden Künstler.
Die Privatuniversität  ist im Lincoln Center, Manhattan, beheimatet und bietet die Fächer Musik, Tanz und Schauspiel. Sie ist neben dem Curtis Institute das führende Konservatorium und die führende Schauspielschule der Vereinigten Staaten. 

## Geschichte
Die Schule wurde 1905 als „Institute of Musical Art“ von Frank Damrosch gegründet, mit der Absicht, auch eine Ausbildungsstätte in Amerika für Musiker zu haben, die den europäischen Konservatorien ebenbürtig war. Sie war damals in der Fifth Avenue und in der 12. Straße. Im ersten Jahr hatte das Institut 500 Studierende. 1910 war der Hauptsitz in der Claremont Avenue.
Der 1919 kinderlos verstorbene Augustus D. Juilliard hinterließ in seinem Testament 1920 der Schule die hohe Summe von fünf Millionen US-Dollar mit dem ausdrücklichen Zweck zum „Fortschritt der Musik“.  Daraufhin wurde die Stiftung „Juilliard Musical Foundation“ (JMF) gegründet. Die stiftungseigene „Juilliard Graduate School“ schloss sich 1926 mit dem Institute of Musical Art zusammen. Ihr erster Leiter wurde John Erskine von der Columbia University. Erskines Nachfolger wurde 1937 Ernest Hutcheson, der das Amt bis 1945 ausübte. 1946 erfolgte die Umbenennung in „The Juilliard School of Music“. Der Präsident der Schule war zu dieser Zeit William Schuman, einer der ersten Gewinner des Pulitzer-Preises für Musik.
Unter Schuman erfolgte die Erweiterung der Schule 1951 durch eine Abteilung für Tanz unter der Leitung von Martha Hill. In der Amtszeit von Peter Mennin kam 1968 die Fakultät für Schauspiel hinzu, deren erster Leiter John Houseman war. Seit 1969, dem Umzug in das Lincoln Center, trägt die Schule ihren jetzigen Namen. 2001 richtete Juilliard außerdem ein Jazz-Training-Programm ein.

## Zahlen zu den Studierenden, den Dozenten und zum Vermögen
Im Herbst 2021 waren 979 Studierende an der Juilliard School eingeschrieben. Davon strebten 602 (61,5 %) ihren ersten Studienabschluss an, sie waren also undergraduates. Von diesen waren 46 % weiblich und 54 % männlich; 10 % bezeichneten sich als asiatisch, 7 % als schwarz/afroamerikanisch, 6 % als Hispanic/Latino, 31 % als weiß und weitere 25 % kamen aus dem Ausland. 377 (38,5 %) arbeiteten auf einen weiteren Abschluss hin, sie waren graduates. Es lehrten 354 Dozenten an der Universität, davon 128 in Vollzeit und 226 in Teilzeit. 2005 waren es etwa 700 Studierende gewesen, 2010 etwa 800.
Der Wert des Stiftungsvermögens der Universität lag 2020 bei 1,06 Mrd. US-Dollar und damit 3,64 % niedriger als im Jahr 2019, in dem es 1,1 Mrd. US-Dollar betragen hatte.

## Persönlichkeiten

### Ehemalige Studenten

#### Schauspiel und Tanz
- Christine Baranski (* 1952), Schauspielerin
- Pina Bausch (1940–2009), Tänzerin und Choreografin
- Morena Baccarin (* 1979), Schauspielerin
- Charlie Barnett (* 1988), Schauspieler
- Tom Blyth (* 1995), Schauspieler
- Danielle Brooks (* 1989), Schauspielerin
- Jennifer Carpenter (* 1979), Schauspielerin
- Jessica Chastain (* 1977), Schauspielerin und Produzentin
- Martha Clarke, Choreografin
- Jenny Coogan, Tänzerin und Choreografin
- Marcia Cross (* 1962), Schauspielerin
- Viola Davis (* 1965), Schauspielerin
- Adam Driver (* 1983), Schauspieler
- Megan Gallagher (* 1960), Schauspielerin
- Robert Garland, Choreograf
- Thomas Gibson (* 1962), Schauspieler und Regisseur
- Kelsey Grammer (* 1955), Schauspieler und Produzent
- Glenn Howerton (* 1976), Schauspieler
- William Hurt (1950–2022), Schauspieler
- Gregory Jbara[6] (* 1961), Schauspieler
- Oscar Isaac  (* 1979), Schauspieler
- Gillian Jacobs  (* 1982), Schauspielerin und Regisseurin
- Sophie von Kessel (* 1968), Schauspielerin
- Val Kilmer (1959–2025), Schauspieler
- Kevin Kline (* 1947), Schauspieler
- Erin Krakow (* 1984), Schauspielerin
- Laura Linney (* 1964), Schauspielerin
- Lar Lubovitch, Choreograf
- Patti LuPone (* 1949), Sängerin und Schauspielerin
- Luke Macfarlane (* 1980), Schauspieler
- Wendy Makkena (* 1958), Schauspielerin
- Bruce Marks, Tänzer und Choreograf
- Audra McDonald (* 1970), Schauspielerin und Opernsängerin
- Kelly McGillis (* 1957), Schauspielerin
- Elizabeth McGovern (* 1961), Schauspielerin
- Robert Duncan McNeill (* 1964), Schauspieler
- Philipp Moog (* 1961), Schauspieler und Drehbuchautor
- Cynthia Diana Morales, Tänzerin[7]
- Dennis Nahat, Tänzer und Choreograf
- Bebe Neuwirth (* 1958), Tänzerin und Schauspielerin
- Michael O’Hare (1952–2012), Schauspieler
- Lee Pace (* 1972), Schauspieler
- Mandy Patinkin (* 1952), Schauspieler und Sänger
- Sara Ramírez (* 1975), Schauspielerin und Sängerin
- Adam Rapp, Regisseur, Drehbuchschreiber
- Monica Raymund (* 1986), Schauspielerin
- Elizabeth Reaser (* 1975), Schauspielerin
- Christopher Reeve (1952–2004), Schauspieler und Produzent
- Ving Rhames (* 1959), Schauspieler
- Henning Rübsam, Tänzer und Choreograf
- Aris Sas (* 1976), Schauspieler
- Leslie Silva (* 1968), Schauspielerin
- Phillipa Soo (* 1990), Schauspielerin und Sängerin
- Kevin Spacey (* 1959), Schauspieler, Film- und Theaterregisseur sowie Film- und Fernsehproduzent
- David Ogden Stiers (1942–2018), Schauspieler und Musiker.
- Paul Taylor (1930–2018), Choreograf
- Jeanne Tripplehorn (* 1963), Schauspielerin
- Michael Urie (* 1980), Schauspieler
- Zach Villa (* 1986), Musiker und Schauspieler
- Bradley Whitford (* 1959), Filmschauspieler und Drehbuchautor
- Robin Williams (1951–2014), Schauspieler und Komiker
- Michael Wincott (* 1958), Schauspieler

#### Musiker
- Petri Aarnio (* 1965), Geiger
- Anahid Ajemian (1924–2016), Violinistin
- Maro Ajemian (1921–1978), Pianistin
- Hinrich Alpers (* 1981), Pianist
- Avery Amereau (* 1991), Opernsängerin
- Matthew Aucoin (* 1990), Komponist, Pianist, Dirigent
- Lera Auerbach (* 1973), Komponistin und Pianistin
- Emanuel Ax (* 1949), Pianist
- Nathaniel Anthony Ayers, Kontrabassist
- Jenny Bae (* 1980), Geigerin
- John Barth (1930–2024), Autor (studierte nur kurz an der Juilliard)
- Tzimon Barto (* 1963), Pianist
- Jens Georg Bachmann (* 1972), Dirigent
- Tanja Becker-Bender (* 1978), Geigerin
- Joshua Bell (* 1967), Geiger
- William Bennett (1956–2013), Oboist
- Bob Berg (1951–2002), Komponist und Saxophonist
- Herbert Blomstedt (* 1927), Dirigent
- David Blumenthal (* 1952), Pianist
- Victoria Bond (* 1945), Dirigentin
- Charles Zachary Bornstein (* 1951), Dirigent
- Leo Brouwer (* 1939), Gitarrist und Komponist
- Martin Bruns (* 1960), Bariton
- David Bryan (* 1962), Keyboarder, Pianist, Komponist
- Cameron Carpenter (* 1981), Konzertorganist
- Sarah Chang (* 1960), Geigerin
- Van Cliburn (1934–2013), Pianist
- Christopher Coletti, Trompeter
- James Conlon (* 1950), Dirigent
- Donald Covert, Dirigent
- Robert Craft (1923–2015), Dirigent
- Christopher Czaja Sager (* 1941), Pianist
- Richard Danielpour (* 1956), Komponist
- Miles Davis (1926–1991), Jazztrompeter (drei Semester)
- Thomas Demenga (* 1954), Cellist
- Avner Dorman (* 1975), Komponist
- Michael Endres (* 1961), Pianist
- Bruce Ferden (1949–1993), Dirigent und Musikdirektor
- Janina Fialkowska (* 1951), Pianistin
- Malcolm Frager (1935–1991), Pianist
- David Garrett (* 1980), Geiger[8]
- Alan Gilbert (* 1967), Dirigent
- Wallis Giunta (* 1985), Mezzosopran
- Philip Glass (* 1937), Komponist
- Carroll Glenn (1918–1983), Geigerin
- Gottfried von der Goltz (* 1964), Geiger
- Martha Goldstein (1919–2014), Cembalistin, Pianistin sowie Hochschullehrerin
- Eddie Gomez (* 1944), Jazzbassist
- Midori Gotō (* 1971), Geigerin
- Morton Gould (1913–1996), Komponist und Pianist
- Alan Greenspan (* 1926), Klarinettist, Saxophonist (später bekannt als Vorsitzender der Fed)
- Henry Grimes (1935–2020), Kontrabassist
- Andreas Haefliger, Pianist
- Tamar Halperin (* 1976), Cembalistin
- Anna Handler (* 1996), Pianistin und Dirigentin
- Volker Hartung (* 1955), Bratschist und Dirigent
- Bernard Herrmann (1911–1975), Komponist und Dirigent
- Bill Holcombe (1924–2010), Flötist und Komponist
- Äneas Humm (* 1995), Sänger
- Tiffany Hwang, Sängerin
- Sharon Kam (* 1971), Klarinettistin
- Michael Kamen (1948–2003), Komponist und Oboist
- William Kapell (1922–1953), Pianist
- Gilbert Kaplan (1941–2016), Dirigent
- Jozef Kapustka (* 1969), Pianist
- Nigel Kennedy (* 1956), Geiger
- Nanna Koch (* 1963), Geigerin
- Stefan Kozinski (1953–2014), Komponist, Dirigent, Arrangeur, Pianist
- Claudia Kunz-Eisenlohr (* 1963), Sopranistin
- Margaret Leng Tan, Pianist
- James Levine (1943–2021), Dirigent
- Ricardo Llorca, Komponist
- Yo-Yo Ma (* 1955), Cellist
- Henry Mancini (1924–1994), Komponist
- Barry Manilow (* 1943), Sänger, Pianist, Komponist, Arrangeur, Produzent
- Alan D. Marks (1949–1995), Pianist, Komponist
- Wynton Marsalis (* 1961), Trompeter
- Clifton Matthews, Pianist
- Edwin McArthur (1907–1987), Dirigent, Pianist und Komponist
- Robert McDuffie, Geiger
- Lucia Micarelli, Geigerin
- Leon Milo (1956–2014), Komponist, Perkussionist und Klangkünstler
- Nicholas Milton (* 1967), Geiger und Dirigent
- Alexander Mishnaevski, Geiger
- Thelonious Monk (1917–1982), Jazzpianist
- Beata Moon, Komponistin und Pianistin
- Charlotte Moorman (1933–1991), Cellistin
- Buddy Morrow (1919–2010), Jazz-Posaunist
- Nico Muhly (* 1981), Komponist
- Itzhak Perlman (* 1945), Geiger
- Eytan Pessen, Pianist und Operndirektor
- Leontyne Price (* 1927), Sängerin (Sopran)
- Einojuhani Rautavaara (1928–2016), Komponist
- Alfred Reed (1921–2005), Komponist
- Steve Reich (* 1936), Komponist
- Ruth Reinhardt (* 1988), Dirigentin
- Santiago Rodriguez (* 1952), Pianist
- Aleksandra Romanić (* 1958), Pianistin
- Jordan Rudess (* 1956), Keyboarder und Pianist
- Shunske Sato, Violinist
- Vincent Schirrmacher (* 1978), Opernsänger
- Stephen Schwartz (* 1948), Komponist und Pianist
- Gerard Schwarz (* 1947), Dirigent
- Hazel Scott (1920–1981), Pianistin und Sängerin
- Raymond Scott (1908–1994), Komponist, Bandleader
- Nina Simone (1933–2003), Sängerin und Pianistin
- Lori Singer (* 1957), Schauspielerin und Cellistin
- Dmitri Sitkovetsky (* 1954), Violinist und Dirigent
- Leonard Slatkin (* 1944), Dirigent
- Andre M. Smith, Bassposaunisten
- Mark Snow (1946–2025), Filmmusik-Komponist
- Simon Standage (* 1941), Geiger und Dirigent
- Wim Statius Muller (1930–2019), Pianist und Komponist
- Morton Stevens (1929–1991), Komponist
- Marioara Trifan (* 1950), Dirigentin, Pianistin und Hochschullehrerin
- Francesco Tristano (* 1981), Pianist, Komponist und Produzent
- Rosalyn Tureck (1913–2003), Pianistin und Cembalistin
- Ezequiel Viñao, Komponist
- Robert Ward (1917–2013), Komponist
- Alexis Weissenberg (1929–2012), Pianist
- John Williams (* 1932), Komponist, Pianist, Dirigent, Produzent
- Eric Whitacre (* 1970), Komponist
- Phil Woods (1931–2015), Komponist, Saxophonist und Bandleader
- Pinchas Zuckerman (* 1948), Geiger und Dirigent

### Lehrer
- Anahid Ajemian (1924–2016), Violinistin
- Joseph Alessi (* 1959), Posaunist
- Julius Baker, Flötist
- David Berger (* 1949), Trompeter, Arrangeur, Komponist (zeitweise Leiter des Lincoln Jazz Orchestra)
- Luciano Berio (1925–2003), Komponist (gründete das Juilliard Ensemble)
- Henry Brant (1913–2008), Komponist
- Elliott Carter (1908–2012), Komponist
- Frederic Cohen (1904–1967), Pianist, Komponist, Dirigent
- John Corigliano (* 1938), Komponist
- Bella Davidovich (* 1928), Pianistin
- Dorothy DeLay (1917–2002), Violinistin
- Christopher Durang (1949–2024), Bühnenautor
- Sixten Ehrling (1918–2005), Dirigent
- Ivan Galamian (1903–1981), Violinist
- Sasha Gorodnitzki, Pianist
- John Houseman (1902–1988), Schauspieler und Producer
- Sharon Isbin (* 1956), Gitarristin
- Irving Kolodin (1908–1988), Musikkritiker
- Joel Krosnick (1941–2025), Cellist
- Tony Kushner (* 1956), Bühnenautor
- Josef und Rosina Lhévinne, Pianisten
- Karl Maihoroff (* 1955), Pianist
- Otto-Werner Mueller (1926–2016), Dirigent
- Itzhak Perlman (* 1945), Violinist
- Vincent Persichetti (1915–1987), Komponist
- Christopher Rouse (1949–2019), Komponist
- György Sándor (1912–2005), Pianist
- Peter Schickele (1935–2024), Komponist, Humorist (bekannt für P.D.Q. Bach)
- Bessie Schönberg (1906–1997), Tanzpädagogin
- William Schuman (1910–1992), Komponist (Gründer des Juilliard String Quartet)
- Tossi Spiwakowski (1907–1998), Violinist
- Eduard Steuermann (1892–1964), Pianist und Komponist
- Karen Tuttle (1920–2010), Violinistin
- John Weaver (1937–2021), Organist und Komponist
- Teddy Wilson (1912–1986), Pianist
- Kiki Wislon, Sängerin und Tänzerin